# Frank Greiner
Frank Greiner (* 3. Juli 1966 in Coburg) ist ein ehemaliger deutscher Fußballspieler und -trainer.

## Sportliche Laufbahn

### Vereinskarriere
Frank Greiner spielte in sechzehn Jahren Profifußball fast ausschließlich in der 1. Bundesliga. Lediglich mit dem 1. FC Kaiserslautern spielte er eine Saison in der 2. Bundesliga, stieg jedoch sofort wieder auf. Frank Greiner war fast immer Stammspieler in seinem jeweiligen Verein. Bis 1988 spielte er beim 1. FC Nürnberg. Von dort wechselte er zum 1. FC Köln. Dort gelang ihm der Durchbruch zum Stammspieler und Leistungsträger. Unvergessen bleibt der Kopfstoß, den er dabei durch Altin Rraklli im Februar 1994 hinnehmen musste. Nach sieben Jahren verabschiedete er sich dort im Jahre 1995 Richtung Pfalz zum 1. FC Kaiserslautern. 1997 wechselte er zum VfL Wolfsburg, wo er seine aktive Laufbahn 2003 beendete.

### Statistik
1. Bundesliga
- 5 Spiele 1. FC Nürnberg
- 176 Spiele; 14 Tore 1. FC Köln
- 22 Spiele 1. FC Kaiserslautern
- 127 Spiele; 5 Tore VfL Wolfsburg

2. Bundesliga
- 28 Spiele 1. FC Kaiserslautern

DFB-Pokal
- 18 Spiele; 5 Tore 1. FC Köln
- 5 Spiele 1. FC Kaiserslautern

UEFA-Cup
- 15 Spiele 1. FC Köln

### Erfolge
- 1989 Deutscher Vizemeister
- 1990 Deutscher Vizemeister
- 1991 DFB-Pokalfinalist
- 1996 DFB-Pokalsieger
- 1998 Deutscher Meister

## Trainerlaufbahn
Von 2006 bis 2008 war er Co-Trainer beim Niedersachsenligisten MTV Gifhorn, bei dem er zwischenzeitlich aufgrund einer personellen Notsituation sein Comeback als Spieler feierte.
Im Januar 2013 holte ihn sein früherer Mitspieler aus Wolfsburger Zeiten, Dorinel Munteanu, als Assistenztrainer zum russischen Erstligisten Mordowija Saransk.

## Weiterer Werdegang
Er ist für die Fußballschule des VfL Wolfsburg tätig und betreut an Spieltagen Gäste des Vereins in der Loge.

## Trivia
Seine beiden Töchter sind professionelle Tennisspielerinnen.